# Herisef

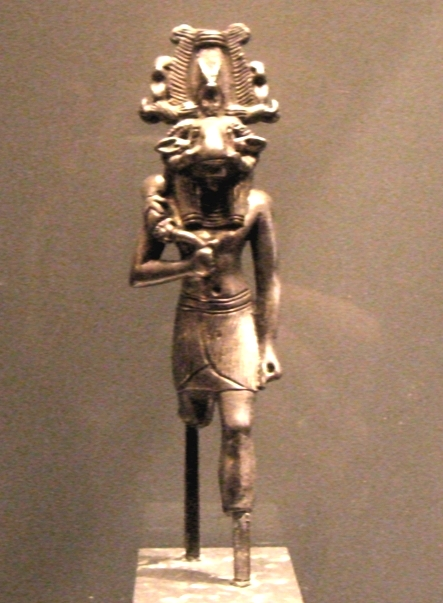
Herisef ezüstszobra a Louvre-ban

Herisef (ḥrỉ-š=f; görögül Harszaphész, Ἁρσαφής) ókori egyiptomi istenség. Nevének jelentése: „aki az ő taván van”, ennek alapján lehetséges, hogy teremtő isten, aki a világ teremtése előtti ősvízből emelkedett ki, de az is lehet, hogy a név csak egy szent tóra utal az isten szentélykörzetében.
Egyiptomi nyelven a kost és a lelket jelentő szó megegyezik, ezért a kos formában ábrázolt isteneket gyakran tekintették más istenek lelkének. Herisefet is tekintették Ozirisz vagy Ré lelkének is. Atummal is összefüggésben állt.

## Ikonográfiája
Hosszú szarvú kosként vagy kosfejű férfiként ábrázolták, Ozirisszel való kapcsolata miatt időnként az atef-koronával, Réhez fűződő kapcsolata miatt pedig napkoronggal.

## Kultusza
Kultuszközpontja Henesz (Hérakleopolisz Magna) városa volt. Herisef kultusza már az I. dinasztia korában kimutatható (palermói kő), és az első átmeneti korban, amikor városa Egyiptom fővárosa lett, nagy jelentőségre tett szert az isten is, bár itt álló legkorábbi temploma középbirodalmi. A templomot az újbirodalom idején II. Ramszesz kibővíttette.
A görögök Héraklésszel azonosították, ezért nevezték Heneszt Hérakleopolisznak. Plutarkhosz írta át az isten nevét Arszaphészként, és „férfiasság”-nak fordította, valószínűleg az isten teremtő aspektusa miatt.